# Brian West (Kameramann)
Brian West (* 17. April 1928 in London, Vereinigtes Königreich) ist ein britischer Kameramann.

## Leben und Wirken
West begann seine berufliche Laufbahn 1944 als Kameraassistent. 1961 stieg er zum einfachen Kameramann (sog. camera operator) auf und fotografierte in dieser Funktion A-Unterhaltungsfilme wie China-Story, Flieg mit mir ins Glück, Frühstück in der Todeszelle, Schlafzimmerstreit, Ein Haufen toller Hunde, Ein Platz ganz oben, Der Spion, der aus der Kälte kam, Arrivederci Baby, Anruf für einen Toten, Doktor Faustus und Die große Katharina. 1968 überließ man ihm die Kameraleitung (Chefkamera) bei einzelnen Sequenzen des Films Otley sowie der Londoner Aufnahmen von Das Doppelleben der Sister George.
Mit Beginn der 1970er Jahre war Brian West, der fortan überwiegend in Nordamerika (USA, Kanada) drehte, endgültig zum Chefkameramann aufgestiegen. Doch man ließ ihn nur selten teure oder hochwertige Filme kameratechnisch betreuen. Immerhin war West verantwortlich für die Kameraarbeit zu zwei Spätwestern mit den Hollywood-Altstars Gregory Peck (Begrabt die Wölfe in der Schlucht) und Lee Marvin (Vier Vögel am Galgen). „Seine künstlerisch wichtigste Arbeit leistete er 1973 in Kanada mit den Aufnahmen zu der melancholisch-vergnüglichen Geschichte ‚Duddy will hoch hinaus‘.“
Seit den 1990er Jahren fotografierte Brian West nur noch (oftmals recht melodramatische) Fernsehfilmproduktionen, die durchgehend sehr konventionell ausfielen. Der gebürtige Londoner hat auch mehrfach als Second-Unit-Kameramann (z. B. bei Rhapsodie in Blei, 1959, Petticoat Pirates, 1961, Goodbye, Mr. Chips, 1969, Zeppelin, 1970, und Spione wie wir, 1985) gearbeitet. Kurz vor der Vollendung seines 70. Geburtstags zog sich West ins Privatleben zurück.

## Filmografie
nur als Chefkameramann
- 1969: Squeeze a Flower
- 1970: Outback
- 1972: Sunstruck
- 1974: Begrabt die Wölfe in der Schlucht (Billy Two-Hats)
- 1974: Vier Vögel am Galgen (The Spikes Gang)
- 1974: Duddy will hoch hinaus (The Apprenticeship of Duddy Kravitz)
- 1975: Russisches Roulette (Russian Roulette)
- 1975: Summer Rain
- 1976: Sonnenwendfeuer (Age of Innocence)
- 1979: Yesterday’s Hero
- 1980: Das Spukhaus am Kensington Park (Never Never Land)
- 1981: The Appointment
- 1982: Kein Platz für Benny (Benny‘s Place)
- 1982: Karriere durch alle Betten (The Lonely Lady)
- 1983: Marvin and Tige
- 1983: Bloodbath at the House of Death
- 1983: Der Chaos-Express (Finders Keepers)
- 1984: Remington Steele (Fernsehserie)
- 1985: Ed Murrow – Reporter aus Leidenschaft (Murrow)
- 1987: Zwischen den Zeilen (84 Charing Cross Road)
- 1987: Still Crazy Like a Fox
- 1988: Zu Weihnachten eine Ehefrau (The Christmas Wife)
- 1989: Jacknife (Jacknife)
- 1989: Rosamunde Pilcher: Die Muschelsucher (The Shell Seekers)
- 1990: Verbotene Nächte (Forbidden Nights)
- 1991: Ein Licht in der Dunkelheit (Fire in the Dark)
- 1991: Sherlock Holmes und die Primadonna (Sherlock Holmes and the Leading Lady)
- 1992: Allein mit der Angst (Treacherous Crossing)
- 1994: Deckname Caliph (Wild Justice)
- 1995: Frühling im Dezember (Daisies in December)
- 1997: Ellen Foster – Ein Kind kämpft um sein Glück (Ellen Foster)

## Einzelnachweis
1. ↑  Kay Weniger: Das große Personenlexikon des Films. Die Schauspieler, Regisseure, Kameraleute, Produzenten, Komponisten, Drehbuchautoren, Filmarchitekten, Ausstatter, Kostümbildner, Cutter, Tontechniker, Maskenbildner und Special Effects Designer des 20. Jahrhunderts. Band 8: T – Z. David Tomlinson – Theo Zwierski. Schwarzkopf & Schwarzkopf, Berlin 2001, ISBN 3-89602-340-3, S. 347.